# Salzgitter
Salzgitter é uma cidade da Alemanha localizada no estado da Baixa Saxônia.
Salzgitter é uma cidade independente (kreisfreie Stadt, ou distrito urbano: Stadtkreis), possuindo estatuto de distrito (Kreis).